# 1991: The Year Punk Broke
1991: The Year Punk Broke – film dokumentalny wyreżyserowany przez Dave'a Markeya w 1991. Dokument przedstawia materiał z trasy koncertowej po Europie w 1991 następujących zespołów: Nirvana, Sonic Youth, Dinosaur Jr., Babes in Toyland, Gumball i Ramones. Na film składają się utwory wykonane na żywo oraz materiały za kulisami. Ponadto w filmie pojawiają się osoby powiązane z zespołami: Dan Peters (były perkusista Nirvany, w filmie już jako członek Mudhoney), Courtney Love (żona Kurta Cobaina), Craig Montgomery, Joe Cole. Kilka miesięcy po zakończeniu trasy koncertowej zginął Joe Cole, film jest jemu dedykowany. Został wydany w 1992 na VHS. Wydawnictwo w roku 2011 doczekało się oficjalnego wydania na DVD.

## Wykonane utwory

### Nirvana
- "Negative Creep"
- "School"
- "Endless, Nameless"
- "Smells Like Teen Spirit"
- "Polly"

### Sonic Youth
- "Schizophrenia"
- "Brother James"
- "Teen Age Riot"
- "Dirty Boots"
- "I Love Her All the Time"
- "Mote"
- "Kool Thing"
- "Expressway to Yr Skull"

### Dinosaur Jr
- "Freak Scene"
- "The Wagon"

### Babes in Toyland
- "Dust Cake Boy"

### Gumball
- "Pre"

### The Ramones
- "Commando"

## Osoby występujące w filmie
Źródło.
- Mark Arm - jako on sam (Mudhoney)
- Lori Barbero - jako ona sama (Babes In Toyland)
- Kat Bjelland - jako ona sama (Babes In Toyland)
- Nic Close - jako on sam
- Kurt Cobain - jako on sam (Nirvana)
- Joe Cole - jako on sam
- Don Fleming - jako on sam (Gumball)
- Kim Gordon - jako ona sama (Sonic Youth)
- Dave Grohl - jako on sam (Nirvana)
- Mike Johnson - jako on sam (Dinosaur Jr)
- Dave Kendall - jako on sam
- Michelle Leon - jako ona sama (Babes In Toyland)
- Courtney Love - jako ona sama (Hole)
- Matt Lukin - jako on sam (Mudhoney)
- Dave Markey - jako on sam
- J. Mascis - jako on sam (Dinosaur Jr)
- Craig Montgomery - jako on sam
- Thurston Moore - jako on sam (Sonic Youth)
- Bob Mould - jako on sam (Hüsker Dü)
- Murph - jako on sam (Dinosaur Jr)
- Krist Novoselic - jako on sam (Nirvana)
- Dan Peters - jako on sam (Mudhoney)
- C J Ramone - jako on sam (The Ramones)
- Joey Ramone - jako on sam (The Ramones)
- Johnny Ramone - jako on sam (The Ramones)
- Marky Ramone - jako on sam(The Ramones)
- Lee Ranaldo ...  jako on sam (Sonic Youth)
- Susanne Sasic - jako on sam
- Steve Shelley - jako on sam (Sonic Youth)
- Jay Spiegel - jako on sam (Gumball)
- Peter Vanderbilde - jako on sam
- Eric Vermillion - jako on sam (Gumball)